# Opisthosyllis laevis
Opisthosyllis laevis är en ringmaskart som beskrevs av Francis Day 1957. Opisthosyllis laevis ingår i släktet Opisthosyllis och familjen Syllidae. Inga underarter finns listade i Catalogue of Life.